# 土田正光
土田 正光（つちだ まさみつ、1944年8月1日 - 2023年5月5日）は日本の囲碁棋士。木谷實九段門下、日本棋院中部総本部所属、九段。門下に小県真樹九段、松岡秀樹八段。日本棋院岐阜支部を創設。岐阜県での囲碁の普及に貢献している。
母方の伯父は衆議院議員の柳原三郎。

## 経歴
岐阜県岐阜市出身。1953年（昭和28年）ごろ、自宅隣の碁盤屋で故大平修三九段の父、憲治に碁の手ほどきを受ける。1955年には岐阜県のアマチュア囲碁タイトルを数多く獲得。1957年、中学入学と同時に木谷實九段の木谷道場（神奈川県平塚市）に入門、院生となる。1961年に入段。1972年、日本棋院岐阜支部を設立。碁席の経営を始める。1974年日本棋院理事。1975年結婚。1979年九段昇段。2005年現役引退。

### 棋歴
- 1962年　大手合第2部優勝
- 1965年　大手合第1部2等
- 1970年　王冠戦挑戦
- 1978年　第3期中部最高位戦準優勝
- 1987年　王冠戦挑戦

### 受賞歴
- 1974年 棋道賞連勝賞（11連勝）
- 1983年 土川賞受賞
- 1990年 第11回普及功労賞受賞
- 1992年 棋道賞勝率第一位賞受賞（22勝5敗　.815）
- 1999年 岐阜新聞大賞文化賞受賞

## 土田九段資料館
2007年、岐阜市西園町の日本棋院岐阜支部2・4階に開設。開館は毎月第1、2日曜日の午後。土田九段が幼少期から収集した資料を展示している。門下生時代の写真や、入段時の新聞、1992年に全国勝率1位となった際の賞状、現役約43年間の棋譜などの資料を見ることができる。

## 政治活動
- 2019年4月7日投開票の岐阜県議会議員選挙（岐阜市選挙区、定数9人）に無所属で立候補したが候補者11人中最下位で落選[4]。
- 2021年5月18日、年内に予定される第49回衆議院議員総選挙に岐阜1区からの立候補を表明[5]。自身が立ち上げた改革未来党から出馬した。投開票の結果、得票率2.23%で落選。